# Jeroen de Lange
Jeroen de Lange (Breda, 7 november 1968) is een Nederlands politicus namens de Partij van de Arbeid. Eerder werkte De Lange bij de Wereldbank.
Na het vertrek van Hans Spekman als Kamerlid werd De Lange op 25 januari 2012 beëdigd als lid van de Tweede Kamer der Staten-Generaal. In de Tweede Kamer hield De Lange zich met name bezig met ontwikkelingssamenwerking en handelsbeleid. Nadat hij laag geplaatst was op de conceptkandidatenlijst voor de Tweede Kamerverkiezingen 2012 heeft hij aangekondigd zich terug te trekken uit de politiek na de verkiezingen.
De Lange is woonachtig in Broek in Waterland, is getrouwd en heeft drie kinderen.
- Parlement.com: virthfe9tfle